# La Graciosa
La Graciosa es una isla española perteneciente a la provincia de Las Palmas, en la comunidad autónoma de las Islas Canarias. Forma parte del archipiélago Chinijo junto con los islotes de Montaña Clara, Roque del Este, Roque del Oeste y Alegranza, y todos ellos forman parte del municipio de Teguise, cuyo territorio principal se encuentra en Lanzarote. La economía insular está basada principalmente en el turismo.
La Graciosa está al norte de Lanzarote, isla de la que depende administrativamente y de la que la separa un brazo de mar conocido como El Río, cuya anchura mínima es de poco más de un kilómetro. También se halla relativamente cerca de la costa continental africana. La Graciosa posee unos 29 km² en los que se hallan los dos únicos pueblos del isla: Caleta del Sebo (capital insular) y Pedro Barba. Es la menos poblada de las ocho islas habitadas con 723 habitantes (en 2023). Salvo los cascos urbanos de los dos núcleos habitados, el resto de la isla pertenece al Patrimonio del Estado, estando su gestión adscrita al Organismo Autónomo Parques Nacionales.

## Reconocimiento como octava isla habitada

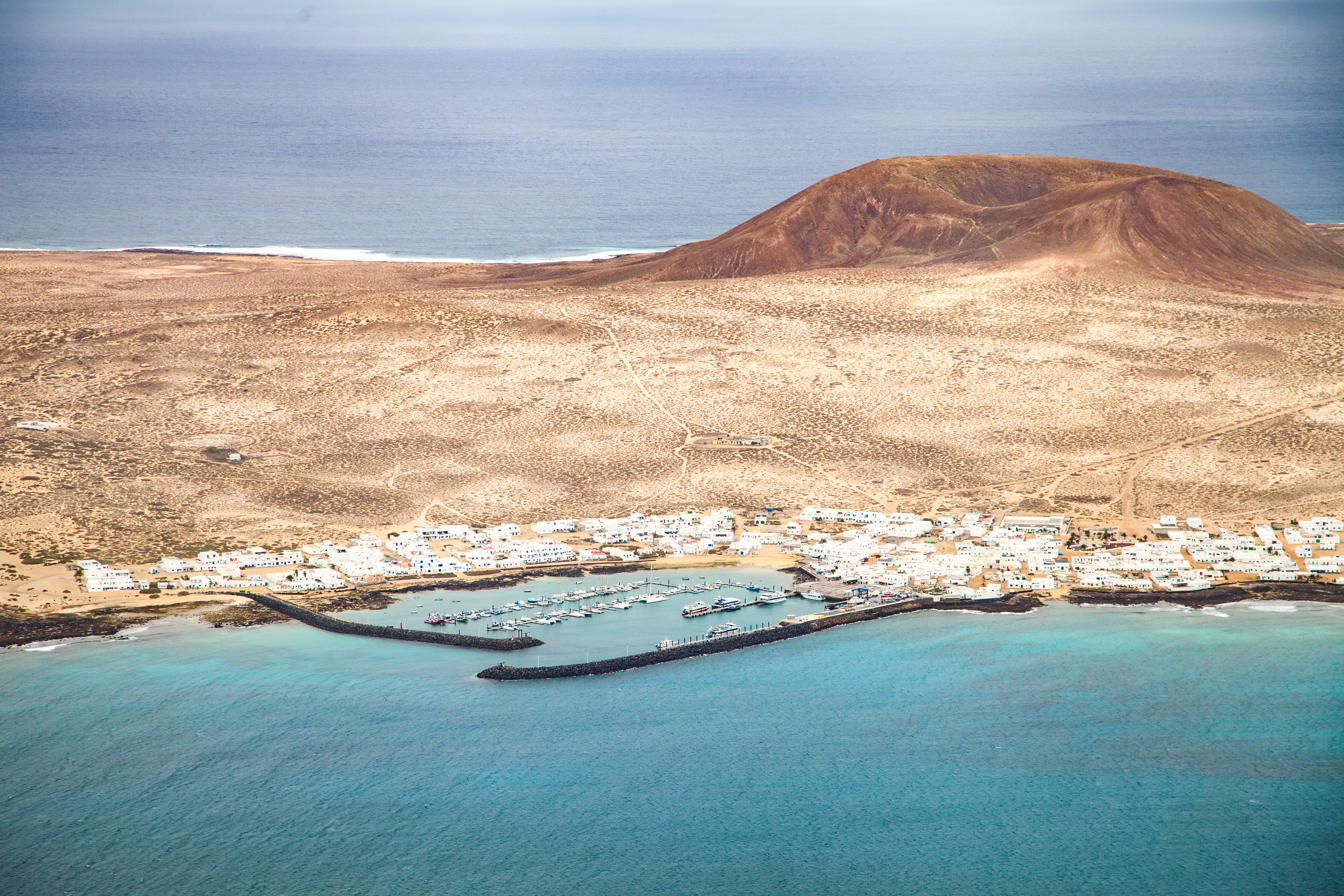
Vista de la isla

El 26 de junio de 2018 la Comisión General de las Comunidades Autónomas del Senado aprobó por unanimidad una moción que reconoce a La Graciosa como la octava isla habitada de Canarias dejando de ser considerada como un islote. No obstante, esta medida no la equipara al resto de las islas del archipiélago, pues La Graciosa continúa perteneciendo al municipio lanzaroteño de Teguise y tampoco cuenta con cabildo insular propio (órgano político imprescindible para su equiparación al resto de islas del archipiélago).
Con esta medida, el estatus de La Graciosa es de isla pedanía, es decir, de entidad local menor con personalidad jurídica. Cuenta con un presupuesto propio que se invierte directamente en los servicios públicos necesarios para los vecinos.

## Historia
La isla tuvo presencia humana en torno al siglo X a. C., en el cambio del segundo milenio al primero antes de nuestra era. Los restos materiales del yacimiento El Descubrimiento hacen pensar que marineros fenicios estuvieron de paso.
Fue conquistada en 1402 por el explorador normando Juan de Bethencourt, bajo el vasallaje de Enrique III de Castilla. La isla es nombrada como una de las «Islas de Canaria» bajo soberanía del rey de Castilla y de León en el Tratado de Alcázovas (1479).
En 1945 fue construida la iglesia de Nuestra Señora del Carmen en Caleta del Sebo y en 1993 fue elevada a rango de iglesia parroquial. En los años setenta, hubo planes para la construcción de un centro vacacional, pero finalmente no se ejecutó.
En la actualidad, la isla es accesible únicamente desde el mar, aunque también posee un helipuerto situado muy cerca de Caleta del Sebo. Cuenta con un concejal en el ayuntamiento lanzaroteño de Teguise.

## Demografía
| Gráfica de evolución demográfica de La Graciosa entre 2000 y 2019 |
|                                                                   |
| Población según el padrón municipal de 2018 del INE.              |

## Geografía
La Graciosa es la mayor de las islas e islotes que componen el archipiélago Chinijo. Al sur predominan amplias playas de arenas rubias, como las de la Cocina y la de los Franceses. También en el litoral se localizan sus dos asentamientos urbanos: Caleta del Sebo y Pedro Barba. El primero constituye el núcleo de población principal, mientras que el segundo está actualmente deshabitado, solo hay residentes temporales, sobre todo turistas. Al igual que el resto de las islas Canarias, su origen es volcánico. Su pico más alto es el de Agujas Grandes, con 266 m.

### Puntos geográficos destacados
- Agujas Grandes (266 m)
- Agujas Chicas (257 m)
- Montaña del Mojón (188 m)
- Montaña Amarilla (175 m)[11]
- Montaña Bermeja (157 m)
- Playa de Las Conchas (Situada al noroeste de la isla)

### Clima
| Parámetros climáticos promedio de Observatorio de La Graciosa (19 m s. n. m.) (Periodo de referencia: 1991-2020, extremas: 1990-presente) | Parámetros climáticos promedio de Observatorio de La Graciosa (19 m s. n. m.) (Periodo de referencia: 1991-2020, extremas: 1990-presente) | Parámetros climáticos promedio de Observatorio de La Graciosa (19 m s. n. m.) (Periodo de referencia: 1991-2020, extremas: 1990-presente) | Parámetros climáticos promedio de Observatorio de La Graciosa (19 m s. n. m.) (Periodo de referencia: 1991-2020, extremas: 1990-presente) | Parámetros climáticos promedio de Observatorio de La Graciosa (19 m s. n. m.) (Periodo de referencia: 1991-2020, extremas: 1990-presente) | Parámetros climáticos promedio de Observatorio de La Graciosa (19 m s. n. m.) (Periodo de referencia: 1991-2020, extremas: 1990-presente) | Parámetros climáticos promedio de Observatorio de La Graciosa (19 m s. n. m.) (Periodo de referencia: 1991-2020, extremas: 1990-presente) | Parámetros climáticos promedio de Observatorio de La Graciosa (19 m s. n. m.) (Periodo de referencia: 1991-2020, extremas: 1990-presente) | Parámetros climáticos promedio de Observatorio de La Graciosa (19 m s. n. m.) (Periodo de referencia: 1991-2020, extremas: 1990-presente) | Parámetros climáticos promedio de Observatorio de La Graciosa (19 m s. n. m.) (Periodo de referencia: 1991-2020, extremas: 1990-presente) | Parámetros climáticos promedio de Observatorio de La Graciosa (19 m s. n. m.) (Periodo de referencia: 1991-2020, extremas: 1990-presente) | Parámetros climáticos promedio de Observatorio de La Graciosa (19 m s. n. m.) (Periodo de referencia: 1991-2020, extremas: 1990-presente) | Parámetros climáticos promedio de Observatorio de La Graciosa (19 m s. n. m.) (Periodo de referencia: 1991-2020, extremas: 1990-presente) | Parámetros climáticos promedio de Observatorio de La Graciosa (19 m s. n. m.) (Periodo de referencia: 1991-2020, extremas: 1990-presente) |
| Mes | Ene. | Feb. | Mar. | Abr. | May. | Jun. | Jul. | Ago. | Sep. | Oct. | Nov. | Dic. | Anual |
| --- | --- | --- | --- | --- | --- | --- | --- | --- | --- | --- | --- | --- | --- |
| Temp. máx. abs. (°C) | 29.7 | 29.3 | 33.1 | 31.8 | 36.0 | 30.5 | 29.9 | 31.8 | 32.1 | 37.8 | 33.7 | 30.0 | 37.8 |
| Temp. máx. media (°C) | 21.8 | 21.5 | 21.6 | 22.7 | 23.9 | 25.2 | 26.1 | 27.2 | 27.0 | 26.8 | 24.8 | 22.8 | 24.3 |
| Temp. media (°C) | 18.7 | 18.3 | 18.4 | 19.3 | 20.7 | 22.1 | 23.4 | 24.3 | 24.0 | 23.4 | 21.6 | 19.8 | 21.2 |
| Temp. mín. media (°C) | 15.6 | 15.1 | 15.2 | 15.9 | 17.5 | 19.0 | 20.6 | 21.5 | 20.9 | 20.0 | 18.5 | 16.8 | 18.0 |
| Temp. mín. abs. (°C) | 11.4 | 9.5 | 9.9 | 10.9 | 13.4 | 15.4 | 17.2 | 18.7 | 17.5 | 15.3 | 12.6 | 12.4 | 9.5 |
| Precipitación total (mm) | 6.5 | 11.8 | 7.3 | 3.9 | 0.7 | 0.7 | 0.4 | 0.2 | 5.9 | 17.6 | 8.7 | 13.2 | 76.7 |
| Días de precipitaciones (≥ 1.0 mm) | 1.6 | 2.7 | 2.3 | 0.8 | 0.1 | 0.1 | 0.0 | 0.0 | 0.5 | 2.9 | 2.4 | 3.0 | 16.5 |
| Humedad relativa (%) | 60 | 65 | 67 | 67 | 68 | 68 | 72 | 73 | 72 | 71 | 67 | 65 | 68 |
| Fuente: Agencia Estatal de Meteorología                                                                                                   | | | | | | | | | | | | | |

## Fiestas
En lo referente a los festejos populares que se celebran en la isla destaca la Fiesta de la Virgen del Carmen también llamada Virgen del Mar, patrona de La Graciosa. En esta fiesta también se incluye la festividad de San Felipe, quien también es patrono de la isla. La fiesta se celebra en la Iglesia de Nuestra Señora del Carmen, que es iglesia parroquial de Caleta del Sebo, capital de la isla. En esta fiesta destaca la embarcación de la Virgen, que se celebra el 16 de julio, día de Nuestra Señora del Carmen.

## Galería de imágenes

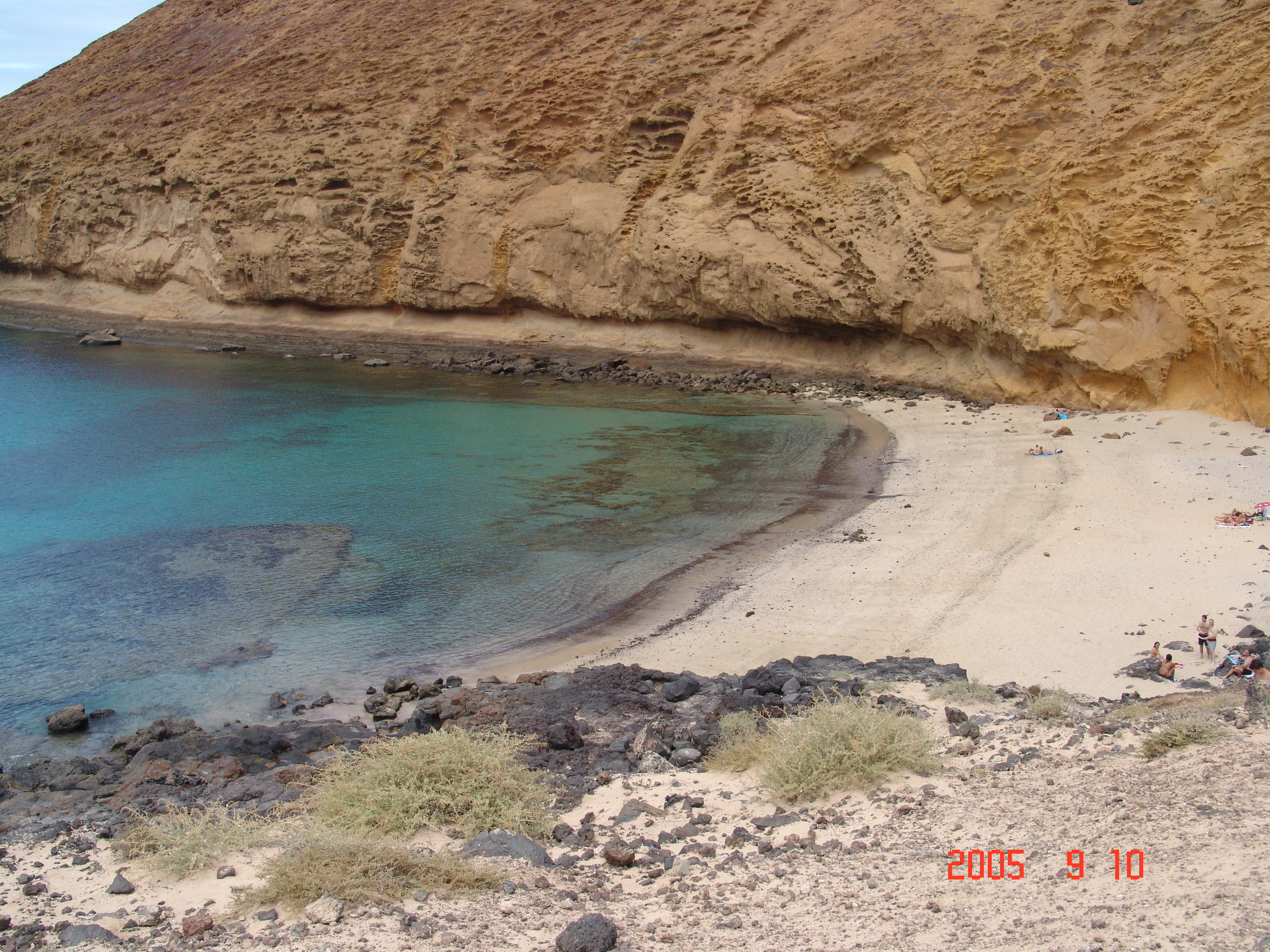
Playa de la Cocina - Montaña Amarilla
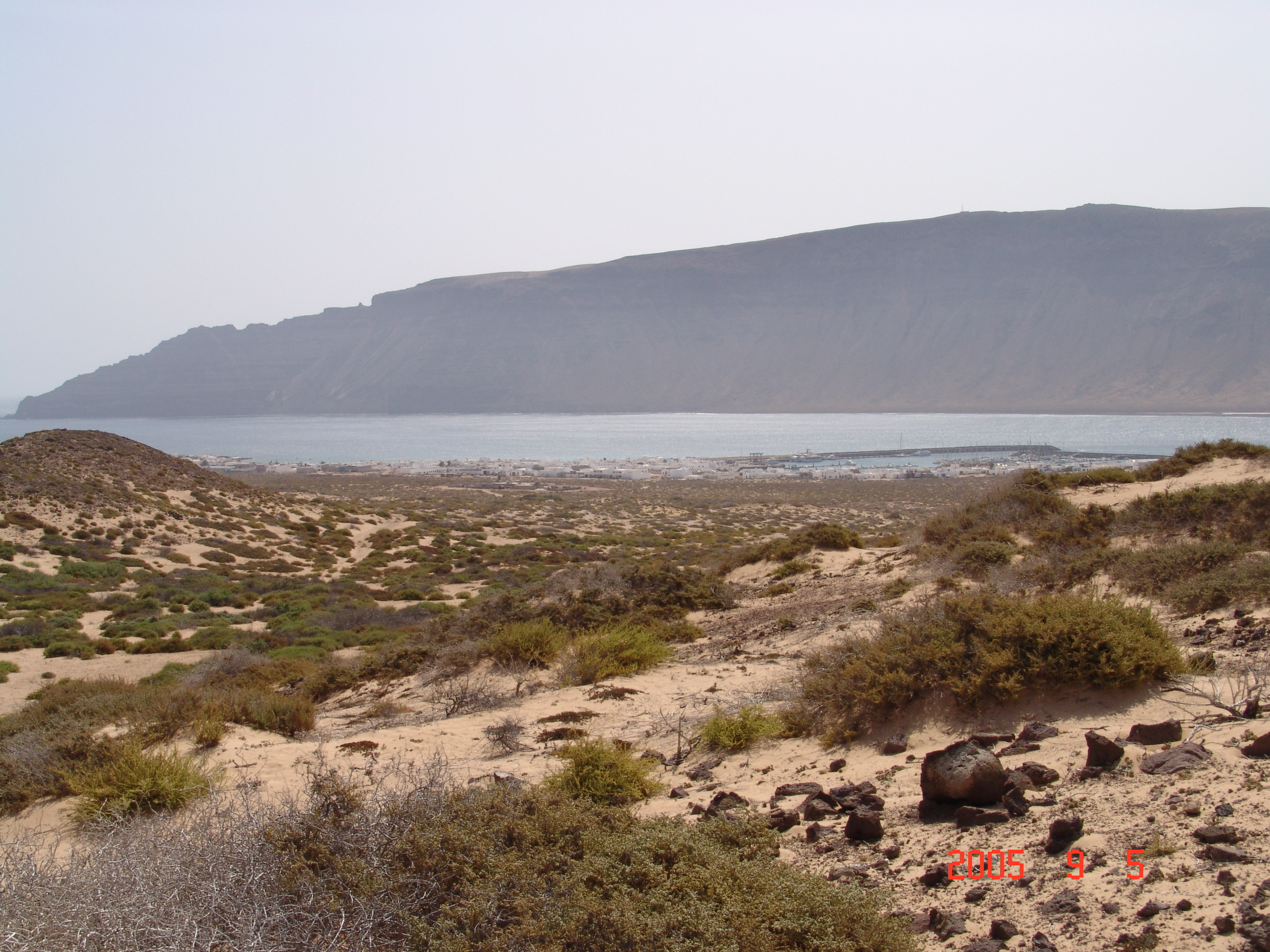
Panorámica del pueblo desde el interior de la isla
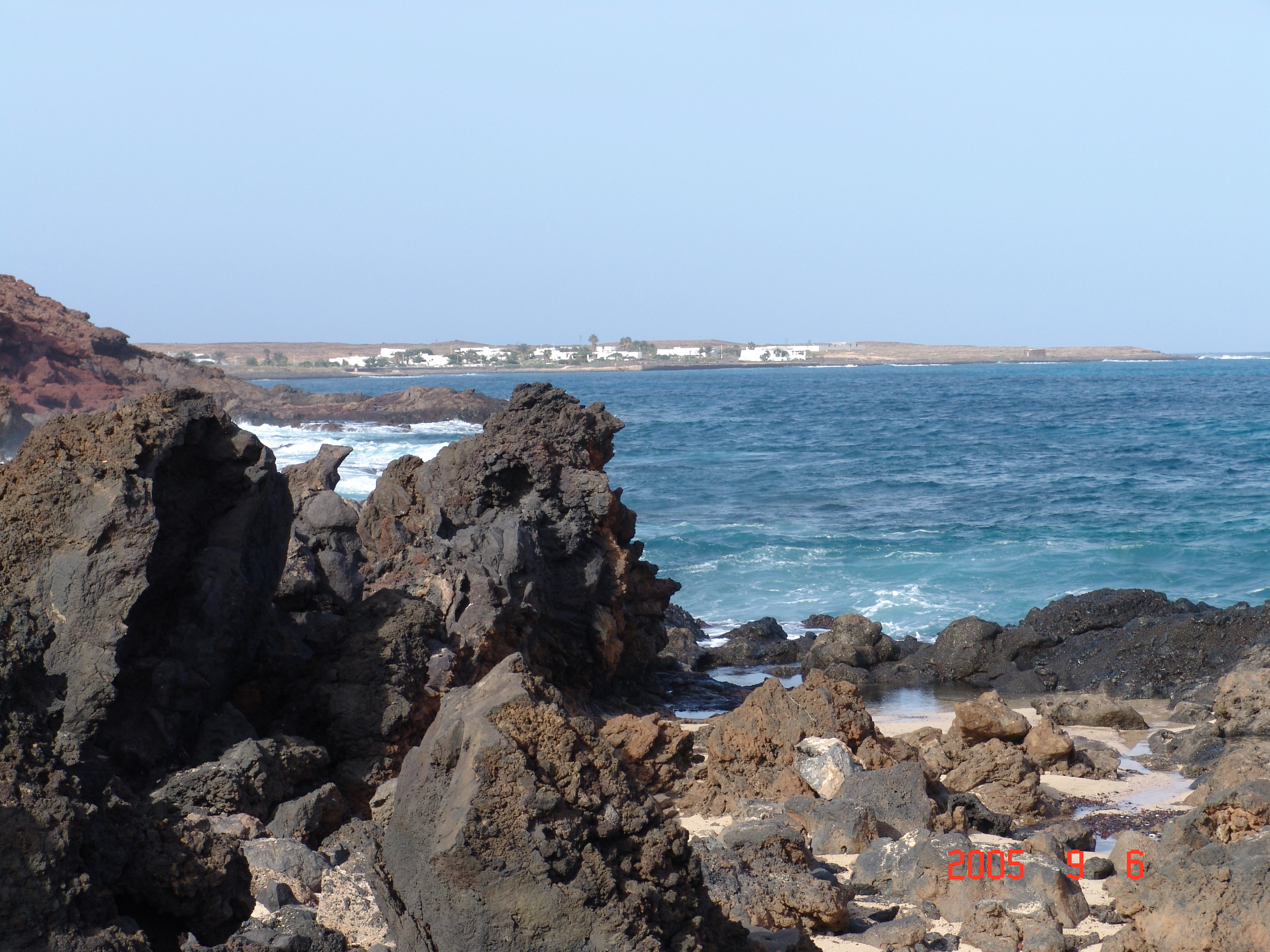
Pedro Barba desde las playas del Morro Negro
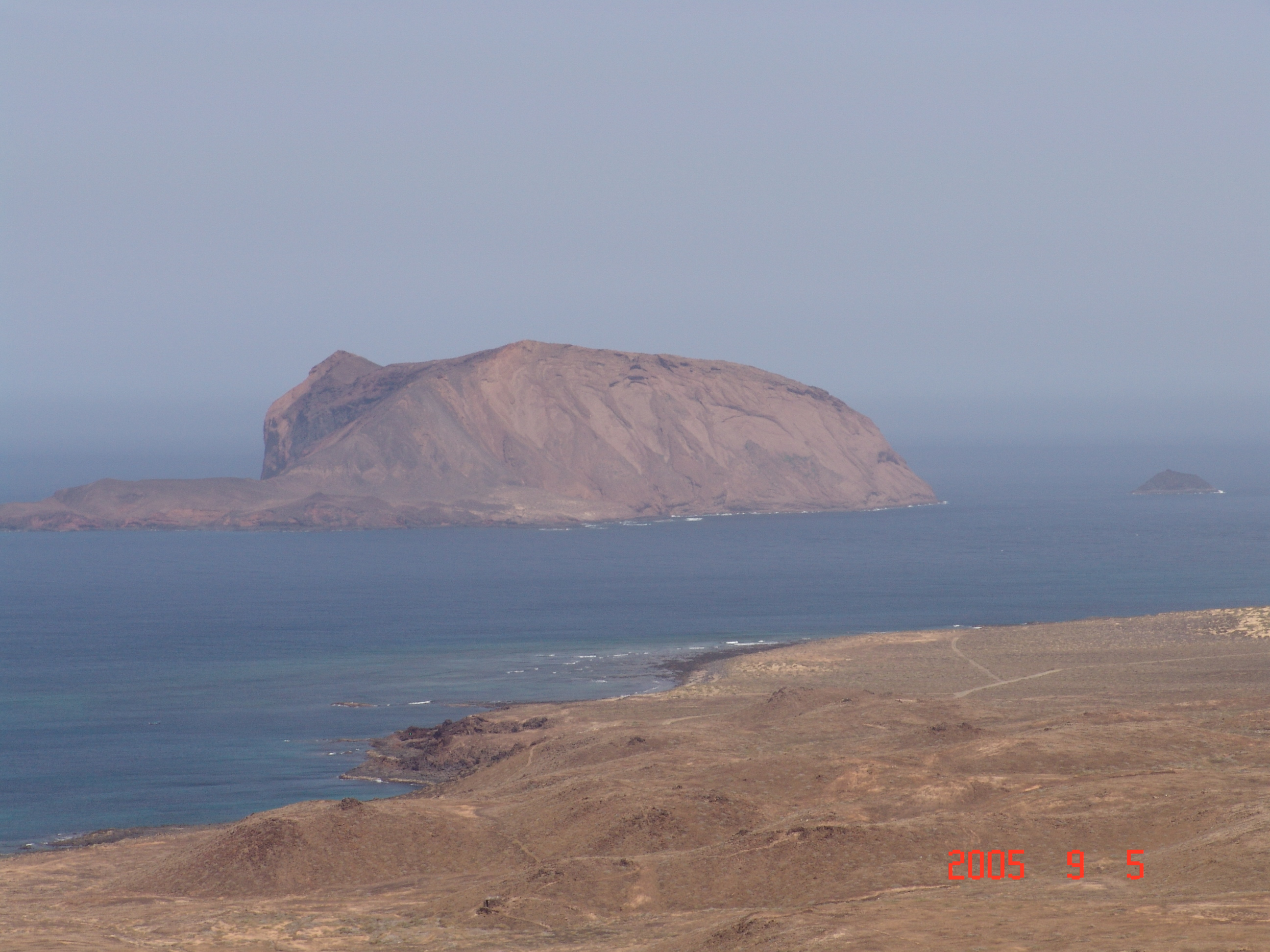
El islote de Montaña Clara visto desde las Montañas Agujas
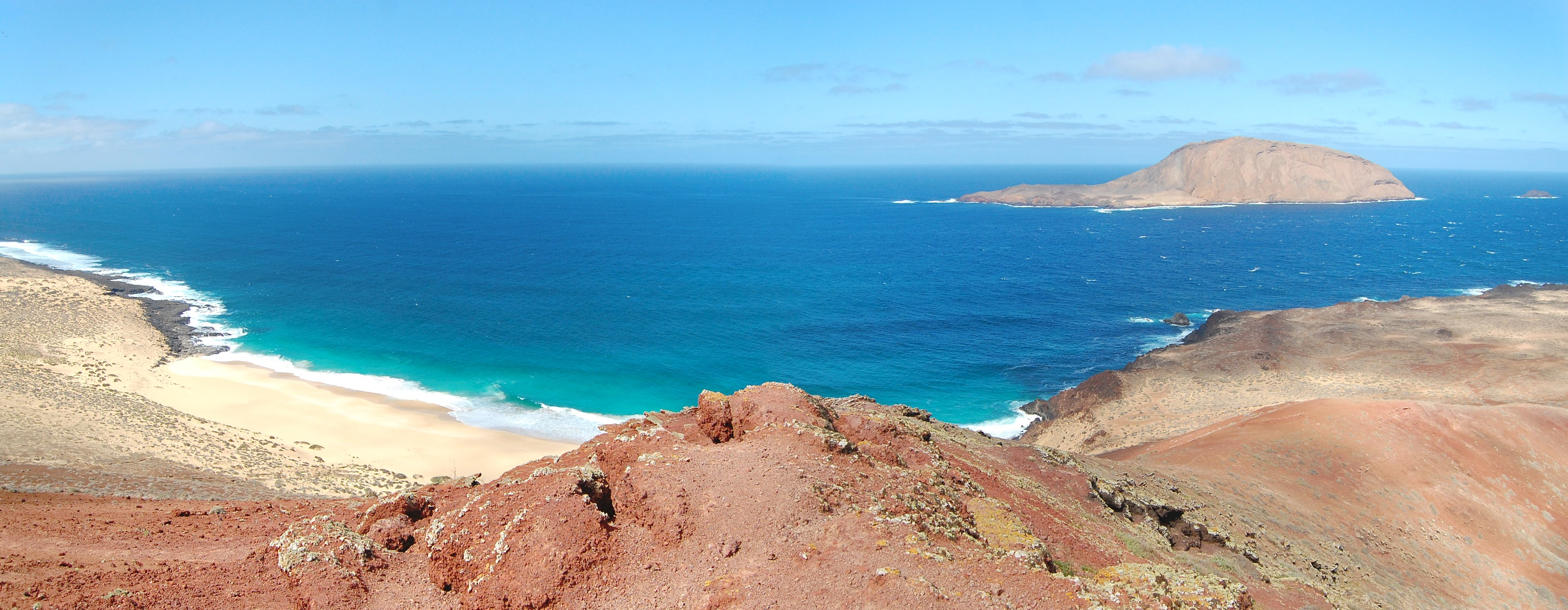
Las Conchas y Montaña Clara desde Montaña Bermeja